# Chiesa di Svezia
La Chiesa di Svezia (in svedese Svenska kyrkan, (SE)  Ruoŧa girkui) è la principale confessione cristiana presente in Svezia. Essa fa riferimento al luteranesimo, ed è parte della Comunione di Porvoo. Con quasi 5.563.351 fedeli, rappresenta la Chiesa luterana più numerosa al mondo. Fino al 2000 era riconosciuta come religione di Stato e fino al 1991 redigeva i registri anagrafici delle persone residenti in Svezia. Sebbene il 52,8% dei cittadini svedesi si riconosca in questa confessione (dato del 2022), solamente circa il 2% dei membri dichiarati frequenta regolarmente le funzioni domenicali. 
La Chiesa descrive sé stessa nella seguente maniera: 
- La Chiesa di Svezia è una comunità di fede Evangelica Luterana che si manifesta nella forma di parrocchie e diocesi. La Chiesa di Svezia ha anche un'organizzazione nazionale.
- La Chiesa di Svezia è una chiesa nazionale aperta, che, attraverso una organizzazione democratica, copre tutta la nazione.

Il Primate della Chiesa di Svezia è l'arcivescovo di Uppsala, attualmente Martin Modéus (dal 4 dicembre 2022).
La Chiesa di Svezia ha avuto per decenni oltre 7 milioni di iscritti (oltre il 90% della popolazione svedese), ma dal 1996 - con l'eliminazione dell'obbligo di iscrivere automaticamente ogni nuovo nato nella suddetta Chiesa - tale numero è cominciato a calare costantemente, arrivando a circa 5,5 milioni nel 2022 (circa il 50% della popolazione).

## Storia
Poco dopo la sua ascesa al potere nel 1523, Gustav Vasa chiese al papa di confermare Johannes Magnus come arcivescovo di Uppsala, al posto di Gustav Trolle che era stato formalmente deposto dal Riksdag degli Stati ed era un esiliato fuorilegge.
Gustav promise che sarebbe stato un figlio obbediente della Chiesa se il papa avesse confermato le elezioni dei suoi vescovi. Ma il papa chiese che Trolle tornasse ad essere riconosciuto arcivescovo di Uppsala. Gustav protestò promuovendo riformatori svedesi: Olaus Petri, Laurentius Petri, e Laurentius Andreae. Diede anche il suo sostegno alla stampa di testi riformati. Nel 1526 tutte le stampe cattoliche vennero soppresse e due terzi delle decime della Chiesa vennero prese per ripagare il debito nazionale.
Altre modifiche apportate dalla riforma includono l'abolizione di alcuni rituali cattolici. I cambiamenti non furono comunque così drastici come in Germania; in molte chiese svedesi ancora oggi rimangono oggetti risalenti al tempo in cui queste erano cattoliche, come croci, crocifissi e dipinti sacri. E molti giorni sacri, basati sul calendario dei santi, non vennero rimossi dal calendario fino al tardo '800 a causa di forti resistenze da parte della popolazione.
Il Nuovo Testamento venne tradotto in svedese nel 1526 e l'intera Bibbia nel 1541. Traduzioni rivedute vennero pubblicate nel 1618 e nel 1703. Nuove traduzioni ufficiali vennero adottate nel 1917 e nel 2000. Molti nuovi inni vennero scritti dai riformatori della Chiesa svedese e molti di Martin Lutero vennero tradotti. Un innario quasi ufficiale apparve intorno al 1640. Innari ufficiali della Chiesa di Svezia (Den svenska psalmboken) vennero adottati nel 1695, 1819, 1937 e 1986. L'ultimo di questi è ecumenico e combina inni tradizionali con canti di altri gruppi cristiani, fra i quali le chiese avventista, battista, cattolica, la Chiesa missionaria svedese e l'Esercito della Salvezza.

### Statistiche

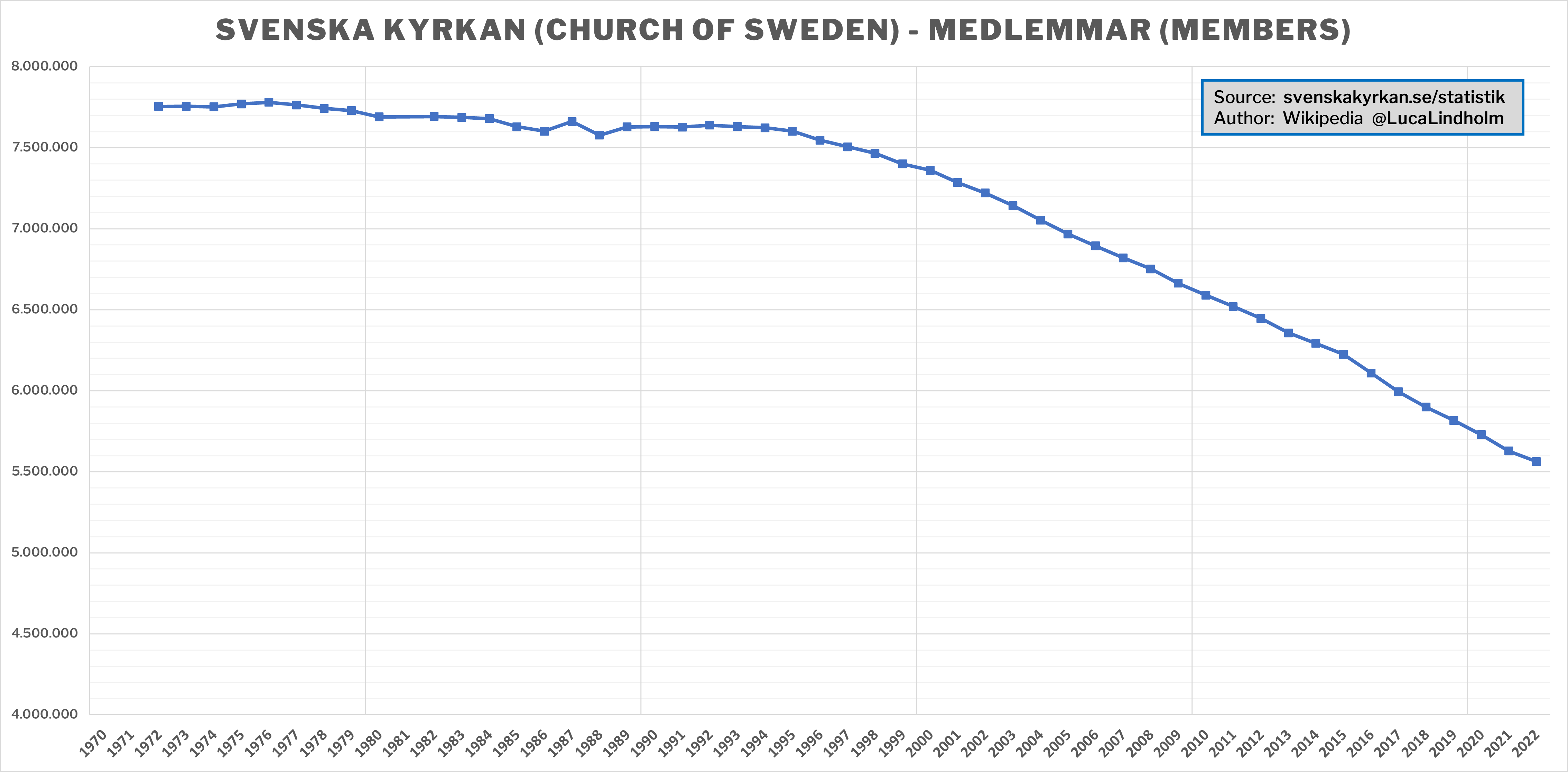
Totale degli iscritti alla Chiesa di Svezia (1972 - 2022). Dal 1996 non è più obbligatorio iscrivere tutti i nati nel territorio nazionale alla Chiesa luterana svedese.
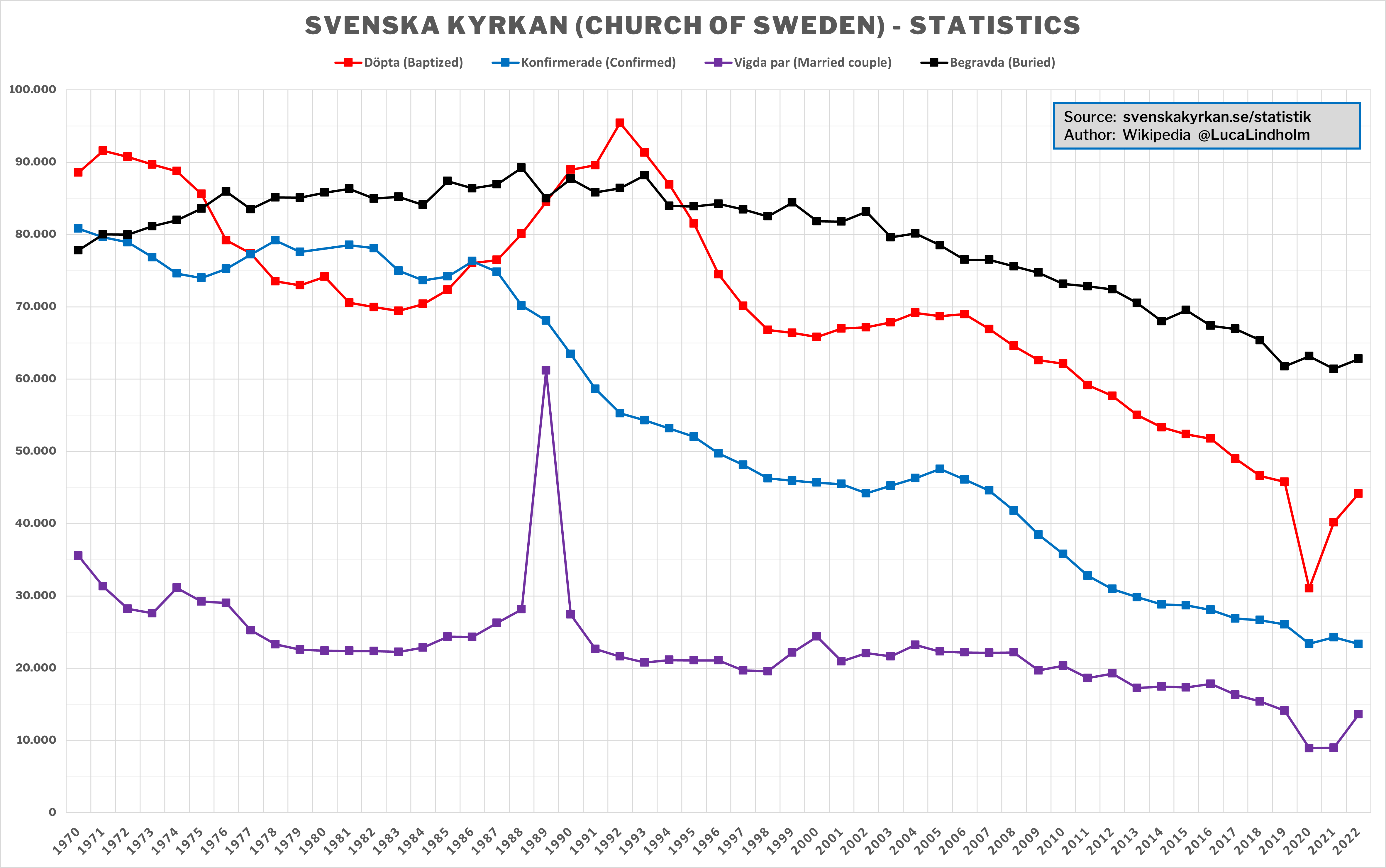
Statistiche per la Chiesa di Svezia (1970 - 2022): numero totale di battezzati, cresimati, coppie sposate, seppelliti.

## Servizi
La Chiesa di Svezia, in quanto fusa con lo Stato svedese fino all'anno 2000, ha svolto (e in parte continua ancora a svolgere) diversi servizi anagrafici e di altro tipo, rivolti anche ai non iscritti alla Chiesa di Svezia stessa.
Uno dei servizi svolti per ordine dello Stato sin dall'Ottocento è il servizio funebre per tutti i cittadini, indipendente dalla religione in cui credono. Tali servizi sono finanziati attraverso un'imposta obbligatoria su tutti i redditi imponibili: la begravningsavgift.
La Chiesa di Svezia ha, inoltre, svolto anche il servizio anagrafico di base, dato che ogni parrocchia custodisce i certificati di nascita dei nati nel proprio territorio.

## Struttura organizzativa

Mappa delle diocesi della chiesa di Svezia

| Diocesi                | Sede      | Cattedrale              | Vescovo titolare         |
| ---------------------- | --------- | ----------------------- | ------------------------ |
| Arcidiocesi di Uppsala | Uppsala   | Cattedrale di Uppsala   | Martin Modéus            |
| Diocesi di Linköping   | Linköping | Cattedrale di Linköping | Marika Markovits         |
| Diocesi di Skara       | Skara     | Cattedrale di Skara     | Åke Bonnier              |
| Diocesi di Strängnäs   | Strängnäs | Cattedrale di Strängnäs | Hans-Erik Nordin         |
| Diocesi di Västerås    | Västerås  | Cattedrale di Västerås  | Thomas Söderberg         |
| Diocesi di Växjö       | Växjö     | Cattedrale di Växjö     | Jan-Olof Johansson       |
| Diocesi di Lund        | Lund      | Cattedrale di Lund      | Antje Jackelén           |
| Diocesi di Göteborg    | Göteborg  | Cattedrale di Göteborg  | Per Eckerdal             |
| Diocesi di Karlstad    | Karlstad  | Cattedrale di Karlstad  | Esbjörn Hagberg          |
| Diocesi di Härnösand   | Härnösand | Cattedrale di Härnösand | Tuulikki Koivunen Bylund |
| Diocesi di Luleå       | Luleå     | Cattedrale di Luleå     | Hans Stiglund            |
| Diocesi di Visby       | Visby     | Cattedrale di Visby     | Sven-Bernhard Fast       |
| Diocesi di Stoccolma   | Stoccolma | Cattedrale di Stoccolma | Eva Brunne               |

## Politiche della Chiesa

Stati con Chiese appartenenti alla Comunione di Porvoo. Le Chiese della Comunione anglicana sono contrassegnate da nomi in blu o viola, le Chiese luterane del nord da nomi rossi

La Chiesa ha adottato, nei tempi in cui era ancora la Chiesa di stato, una struttura amministrativa ampiamente modellata su quella dello stato stesso. 
Il 22 ottobre 2009 la Chiesa di Svezia diventa la prima chiesa cristiana al mondo a riconoscere e celebrare ufficialmente i matrimoni omosessuali.
Dal 23 novembre 2016 la Chiesa di Svezia è entrata in piena comunione con l'Unione di Utrecht.

## Elezioni
Dal 2001, con lo scorporo della Chiesa di Svezia dallo Stato svedese, si tengono elezioni dirette nelle assemblee della Chiesa, delle sue diocesi, comunità (samfällighet) e parrocchie (församling). Il sistema elettorale è lo stesso utilizzato per le elezioni parlamentari o municipali e vi prendono parte tutti i membri della Chiesa di Svezia. 
I gruppi che prendono parte alle elezioni vengono chiamati nomineringsgrupper e praticamente ogni partito politico principale ha un suo gruppo ufficiale nella Dieta nazionale; le elezioni ecclesiastiche nazionali, svoltesi solitamente l'anno prima delle elezioni legislative, sono utili per tracciare le varie tendenze anche nella politica svedese.